# Albino Pinheiro
Albino Pinheiro (Rio de Janeiro, 1934 — Rio de Janeiro, 24 de junho de 1999) foi um agitador cultural brasileiro.
Fundador da Banda de Ipanema, um dos personagens ilustres do Rio de Janeiro. Formado em Direito, tinha grande interesse no movimento cultural carioca.

## Realizações
Promovia espetáculos, a preços populares, em teatros do centro da cidade. Ziraldo uma vez afirmou que "cinquenta por cento da cultura popular do Rio de Janeiro era resultado do trabalho dele.
Albino era movido por quatro paixões: cerveja, carnaval (era portelense) , futebol (torcia pelo Fluminense) e sua única filha Paula Pinheiro. Para ele, o Rio de Janeiro sintetizava tudo isso.